# Danielle Rose Russell
Pour les articles homonymes, voir Russell.
Danielle Rose Russell, est une actrice et mannequin américaine née le 31 octobre 1999 à Pequannock (New Jersey). 
Elle est célèbre pour ses rôles dans les films Balade entre les tombes (2014), Welcome Back (2015), Pandemic (2016) et Wonder (2017).
En 2018, l'actrice se fait connaître du grand public, grâce à son rôle de Hope Mikaelson dans la cinquième et dernière saison de la série télévisée fantastique, The Originals puis dans le spin-off, Legacies.

## Biographie

### Jeunesse et formation
Danielle est la fille unique de Rosemary Rado, une ancienne danseuse, et de Walter Russell, un ancien chanteur. A dix ans, un ami de sa mère a suggéré qu'elle fasse du mannequinat. Peu de temps après, Danielle a reçu plusieurs appels d'agents et de managers la demandant en interview. Elle a fait plusieurs publicités et a beaucoup joué dans les théâtres alors qu'elle n'avait que douze ans.

### Carrière
Habitant désormais à West Milford, dans le New Jersey, Danielle a décroché son premier rôle dans un film de Scott Frank, Balade entre les tombes, où elle joue une fille de quatorze ans nommée Lucia, aux côtés de Liam Neeson. L'année d'après, elle apparaît dans le film de Cameron Crowe, Welcome Back, dans le rôle de la fille du personnage de Rachel McAdams et de Bradley Cooper, Grace,. Elle apparaît également dans la série The Last Tycoon, notamment aux côtés de Lily Collins. En 2017, elle a également joué avec Julia Roberts et Owen Wilson dans le film Wonder de Stephen Chbosky où elle tenait le rôle de la meilleure amie de Via, la sœur du personnage principal.  
En juillet 2017, elle a été choisie pour jouer le rôle de Hope Mikaelson adolescente dans la cinquième et dernière saison de la série The Originals. 
En 2018, elle reprend le rôle de Hope Mikaelson dans Legacies, la série dérivée de The Originals et de The Vampire Diaries de Julie Plec. La série suit les aventures de la fille orpheline tribride de Klaus Mikaelson et de Hayley Marshall. La série est diffusée depuis le 25 octobre 2018.

## Filmographie

### Cinéma
- 2014 : Balade entre les tombes de Scott Frank : Ludmilla "Lucia" Landau
- 2015 : Welcome Back de Cameron Crowe : Grace
- 2016 : Pandemic de John Suits : Megan
- 2017 : Wonder de Stephen Chbosky : Miranda
- 2018 : Measure of a Man de Jim Loach : Joanie Williams

### Télévision

#### Séries télévisées
- 2016 : Le Dernier Seigneur : Darla Miner (6 épisodes)
- 2018 : The Originals : Hope Mikaelson (rôle principal - saison 5)
- 2018-2022 : Legacies : Hope Mikaelson (rôle principal - saisons 1 à 4)

## Voix françaises
En France, Camille Timmerman est la voix française ayant le plus doublé Danielle Rose Russell,,.
- Camille Timmerman dans : 
  - Wonder
  - Welcome Back
  - Le Dernier Seigneur  (série télévisée)
- Zina Khakhoulia dans :
  - The Originals (série télévisée)
  - Legacies (série télévisée)[10]

## Distinctions

### Nominations
- 2019 : 21e cérémonie des Teen Choice Awards : Meilleure actrice dans une série de Science-fiction ou Fantastique pour Legacies ;